# Communauté de communes du Tonnerrois
Die Communauté de communes du Tonnerrois ist ein ehemaliger französischer Gemeindeverband (Communauté de communes) im Département Yonne und in der Region Burgund. Er wurde am 29. Dezember 2000 gegründet. 2014 wurde der Gemeindeverband aufgelöst und seine Gemeinden in die neu geschaffene Communauté de communes Le Tonnerrois en Bourgogne überführt.

## Mitglieder
- Arthonnay
- Baon
- Béru
- Collan
- Cruzy-le-Châtel
- Épineuil
- Gigny
- Gland
- Junay
- Mélisey
- Molosmes
- Pimelles
- Quincerot
- Roffey
- Rugny
- Saint-Martin-sur-Armançon
- Sennevoy-le-Bas
- Sennevoy-le-Haut
- Serrigny
- Tanlay
- Thorey
- Tissey
- Tonnerre
- Trichey
- Tronchoy
- Vézannes
- Vézinnes
- Villon
- Viviers
- Yrouerre